# 気候変動に関する国際連合枠組条約
気候変動に関する国際連合枠組条約（きこうへんどうにかんするこくさいれんごうわくぐみじょうやく、英語: United Nations Framework Convention on Climate Change、略称: UNFCCC）は、1992年5月に国連総会で採択され、同年6月3日から14日まで、ブラジルの都市リオ・デ・ジャネイロにおいて開催された環境と開発に関する国際連合会議（UNCED/地球サミット）において、署名のために開放された地球温暖化問題に関する国際的な枠組みを設定した環境条約である。
気候変動に関する国際連合枠組条約（UNFCCC）は、1994年3月21日に発効した。気候変動に関する国際連合枠組条約は、気候変動枠組条約、地球温暖化防止条約などとも呼ばれる。

## 条約の目的
気候変動に関する国際連合枠組条約の目的は、大気中の温室効果ガス（二酸化炭素、メタン、一酸化二窒素［亜酸化窒素：N2O］など、HFCs、PFCs、SF6）の増加が地球を温暖化し、自然の生態系などに悪影響を及ぼすおそれがあることを、人類共通の関心事であると確認し、大気中の温室効果ガスの濃度を安定化させ、現在および将来の気候を保護することである。条約は、気候変動がもたらす様々な悪影響を防止するための取り組みの原則、措置などを定めている。

## 経過

### 世界の動向
- 1992年5月9日 - ニューヨークで作成。
- 1992年6月 - リオ・デ・ジャネイロで開かれた環境と開発に関する国際連合会議（UNCED、地球サミット）で採択され、署名のために開放、155か国が署名。
- 1994年3月21日 - 発効。
- 2009年 - COP15では、産業革命以前からの気温上昇を「2度以内」に抑えると合意した。具体策では先進国と途上国とが対立し前進しなかった。
- 2010年 - COP16では、協調して取り組むことを確認した。実質的な前進は今回に持ち越した。
- 2013年 - COP19では、平成25年台風第30号で空前絶後の甚大な被害を受けたフィリピンが持ち時間3分を大幅に超える17分間の演説を行い、支援を呼びかけた。
- 2023年10月現在、締約国は欧州連合とバチカンを含め198ヶ国である[1]。

### 日本の動向
- 1992年（平成4年） - 署名。
- 1993年（平成5年）5月14日 - 国会で承認され、批准。
- 1993年（平成5年）5月28日 - 受諾書を寄託。
- 1994年（平成6年）3月21日 - 効力発生。
- 1994年（平成6年）6月21日 - 公布（条約第6号）。
- 2008年（平成20年）4月1日 - 京都議定書の約束期間開始（2012年まで）。
- 2009年（平成21年）9月    - 鳩山イニシアチブを日本の国際公約とする方針を固める。
- 2012 - 2013年 - 鳩山イニシアチブに関する国際公約を事実上破棄[2]。

## 特色
この条約は、前文および26か条と2つの附属書から成る。枠組条約方式が採用され、具体的な規制措置等を規定する議定書の採択が予定されている。

## 内容
気候変動枠組条約では、
1. 締約国の共通だが、差異のある責任
2. 開発途上締約国等の国別事情の勘案
3. 速やか、かつ、有効な予防措置の実施

などの原則のもと、先進締約国（「条約の附属書締約国」と呼ばれ、ロシア、旧東欧諸国を含む）に対し、温室効果ガス削減のための政策の実施などの義務が課せられている。
具体的には、附属書締約国に対して、1990年代末までに温室効果ガスの排出量を1990年の水準に戻すことを目指していくこと（そのための政策措置をとり、その効果の予測などを締約国会議に通報し、審査を受けること）、また、開発途上国に気候変動に関する資金援助や技術移転などを実施することを求めている。
実行するための資金メカニズムとして、地球環境ファシリティ（GEF）や緑の気候基金（GCF）が組織されている。

## 附属書I国、附属書II国、発展途上国
気候変動枠組条約の締約国は、以下のように分類される。
- 附属書I国（先進国および経済移行国）
- 附属書II国（先進国）
- 発展途上国

### 附属書I国
| - オーストラリア - オーストリア - ベラルーシ - ベルギー - ブルガリア - カナダ - クロアチア - チェコ | - デンマーク - エストニア - フィンランド - フランス - ドイツ - ギリシャ - ハンガリー - アイスランド | - アイルランド - イタリア - 日本 - ラトビア - リヒテンシュタイン - リトアニア - ルクセンブルク - モナコ | - オランダ - ニュージーランド - ノルウェー - ポーランド - ポルトガル - ルーマニア - ロシア - スロバキア | - スロベニア - スペイン - スウェーデン - スイス - トルコ - ウクライナ - イギリス - アメリカ合衆国 |

─ 以上40か国と 欧州連合。

### 附属書II国
| - オーストラリア - オーストリア - ベルギー - カナダ - デンマーク | - フィンランド - フランス - ドイツ - ギリシャ - アイスランド | - アイルランド - イタリア - 日本 - ルクセンブルク - オランダ | - ニュージーランド - ノルウェー - ポルトガル - スペイン - スウェーデン | - スイス - イギリス - アメリカ合衆国 |

─ 以上23か国と 欧州連合。 トルコも当初含まれていたが、2001年に経済移行国と認められ除外された。

## 締約国会議（COP）
COPは"ある条約の"締約国会議(Conference of the Parties)のことで、他の条約でも用いることがある名称だが、日本では主に"気候変動に関する国際連合枠組条約の"締約国会議のことをCOPと呼ぶ。
気候変動枠組条約の条約事務局は、ドイツのボンにある。
この条約の交渉会議には、締約国会議（Conference of the parties, COP）として実施される、最高意思決定機関である気候変動枠組条約締約国会議(United Nations Climate Change Conference)のほか、常設の補助機関（SB）に、実施に関する補助機関（SBI）と、科学的、技術的な助言に関する補助機関（SBSTA）がある。
条約発効後1年以内に初開催しそれ以降毎年開催するとの規定（7条4項）に基づき、発効翌年の1995年から毎年開催されている。
1997年12月に開催された第3回締約国会議（COP3、京都会議）においては、2000年以降の取り組みについての規定が不充分であるとして、法的拘束力のある数値目標を定める京都議定書が採択された。2007年12月3日にオーストラリアが京都議定書に調印、批准したため、先進国で京都議定書に批准していないのはアメリカ合衆国だけとなった。
1. 第1回締約国会議（COP1）1995年3月28日 - 4月7日　ドイツ ベルリン
気候変動枠組条約だけでは気候変動問題の解決には不充分であるとの認識で一致した上で、COP3までに新たな「議定書あるいは法的文書」に合意すること、またその内容として付属書I締約国の2000年以降の排出量目標を設定するとともに、途上国に対しては既存の（条約上の）義務達成を促す方法を検討すること、目標達成に必要な各種措置を設けることなどで合意し「ベルリン・マンデート」として発表した。これに基づいて「ベルリン・マンデート・アドホック・グループ（AGBM）」が設けられ、「議定書あるいは法的文書」の方針を定めることとした[3]。
2. 第2回締約国会議（COP2）1996年7月8日 - 19日　スイス ジュネーヴ
排出量目標を各国で一律化するか差異を設けるかどうかや、達成に必要な措置の採用などに次いで議論が行われたが、目立った合意には至らなかった。「閣僚宣言」として、地球環境悪化の危険域は温室効果ガス濃度が産業革命前の2倍でありその水準に抑えるためには現状より半減する必要があるとの趣旨を「最も包括的かつ権威ある評価」とするIPCC第2次評価報告書より引用したほか、COP3で採択予定の「議定書あるいは法的文書」は法的拘束力のある内容を含むべきとする宣言を、豪州・産油国の反対により全会一致とはならなかったが「留意する」という形で発表した[4]。
3. 第3回締約国会議（COP3）1997年12月1日 - 10日　日本 京都
温室効果ガスの削減目標を定める「京都議定書」を採択。また、柔軟性措置（京都メカニズム）として共同実施（JI）、クリーン開発メカニズム（CDM）、排出取引（ET）の3つを採用することを決定した。
4. 第4回締約国会議（COP4）1998年11月2日 - 13日　アルゼンチン ブエノスアイレス
この段階では、柔軟性措置（京都メカニズム）の規定、排出量・削減量・クレジットの計算方法、評価制度や遵守のための制度など、議定書の運用詳細に関する規定はまだ決まっていなかった。「京都議定書の早期発効」のために行動すること、また2年後のCOP6を目標に詳細な運用規定で合意を形成することを目指す「ブエノスアイレス行動計画」を採択。
5. 第5回締約国会議（COP5）1999年10月25日 - 11月5日　ドイツ ボン
6. 第6回締約国会議（COP6）2000年11月13日 - 24日　オランダ ハーグ
先進国から途上国への温室効果ガス削減技術の移転、資金の動き、吸収源活動、計算や審査の方法、遵守制度などで、利害対立が続いて合意に達しなかった。
2001年7月16日 - 27日　ドイツ ボン（再会合）
前回会合後アメリカ政府が自国経済への悪影響と途上国の参加義務免除を理由として議定書不参加を表明していた。技術移転や計算方法については合意に達した（ボン合意）が、吸収源活動や遵守規定は先送りとなった。
7. 第7回締約国会議（COP7）2001年10月29日 - 11月10日　モロッコ マラケシュ
CDMにおける吸収源活動由来の削減単位RMUの算入制限、規律ある吸収源活動の運用、排出削減のための基金として後発開発途上国基金（LDCF）・特別気候変動基金（SCCF）・適応基金（AF）の3つを地球環境ファシリティ（GEF）のもと運用することなどについて合意した。
8. 第8回締約国会議（COP8）2002年10月23日 - 11月1日　インド ニューデリー
途上国と先進国との対立が平行線を辿り、途上国の開発優先性をも重視することを念頭に置いた「共通だが差異のある責任」を再確認した。また、京都議定書の未批准国に対し批准を強く求める「デリー宣言」を採択。
9. 第9回締約国会議（COP9）2003年12月1日 - 12日　イタリア ミラノ
10. 第10回締約国会議（COP10）2004年12月6日 - 17日　アルゼンチン ブエノスアイレス
11. 第11回締約国会議（COP11）2005年11月28日 - 12月9日　カナダ モントリオール
12. 第12回締約国会議（COP12）2006年11月6日 - 17日　ケニア ナイロビ
13. 第13回締約国会議（COP13）2007年12月3日 - 14日　インドネシア バリ
14. 第14回締約国会議（COP14）2008年12月1日 - 12日　ポーランド ポズナニ
15. 第15回締約国会議（COP15）2009年12月7日 - 18日　デンマーク コペンハーゲン
16. 第16回締約国会議（COP16）2010年11月29日 - 12月10日　メキシコ カンクン
17. 第17回締約国会議（COP17）2011年11月28日 - 12月9日　南アフリカ共和国 ダーバン
18. 第18回締約国会議（COP18）2012年11月26日 - 12月7日　カタール ドーハ
19. 第19回締約国会議（COP19）2013年11月11日 - 22日　ポーランド ワルシャワ
20. 第20回締約国会議（COP20）2014年12月1日 - 12日　ペルー リマ
21. 第21回締約国会議 (COP21) 2015年11月30日 - 12月11日 フランス パリ
パリ協定を採択。
2015年のCOP21に先立って（準備のできる国は2015年第1四半期までに）提出を招請されている約束草案を提出する際に示す情報の内容等を定めるCOP決定（「気候行動のためのリマ声明」（Lima Call for Climate Action））が採択された。同時に、「新たな枠組みの交渉テキスト案の要素」についての議論が行われ、「気候行動のためのリマ声明」の別添とされた。また、COP20期間中に緑の気候基金の初期動員への拠出額が100億米ドルを超え、これを歓迎する旨のCOP決定が採択された。
22. 第22回締約国会議 (COP22) 2016年11月7日 - 18日　モロッコ マラケシュ
23. 第23回締約国会議 (COP23) 2017年11月6日 - 17日　ドイツ ボン[5]
温室効果ガス排出量削減目標の上積みを目指す対話を2018年に行うことを決議した[6]。
24. 第24回締約国会議 (COP24) 2018年12月2日 - 15日　ポーランド カトヴィツェ
パリ協定の実施指針を採択した。先進国と途上国が共通のルールで温暖化ガスの削減に取り組むことが決まった[7]。
25. 第25回締約国会議 (COP25) 2019年12月2日 - 12月15日 スペイン マドリード[8]
当初は12月2日-13日にチリ サンティアゴで開催される予定であったが、2019年10月に激化したチリ暴動を受けて開催を断念[9]。開催地をスペイン・マドリードに変更した。
26. 第26回締約国会議 (COP26) 2021年10月31日 - 11月13日 イギリス グラスゴー[10]
27. 第27回締約国会議(COP27) 2022年11月6日 - 11月20日 エジプト シャルム・エル・シェイク[11]
28. 第28回締約国会議(COP28) エキスポシティドバイ
29. 第29回締約国会議(COP29) アゼルバイジャン

## 事務局
事務局はドイツのボンにある国連キャンパスに常設されており、約450人のスタッフが働いている。京都議定書やパリ協定の効率的な運用を担い、国連の会議でも最大級となる締約国会議（COP）の準備などを行っている。

### 事務局長の一覧
| 代 | 事務局長 | 事務局長                                                   | 就任日        | 退任日       | 出身国     |
| -- | -------- | ---------------------------------------------------------- | ------------- | ------------ | ---------- |
| 1  |          | マイケル・ザミット・クタジャール Michael Zammit Cutajar    | 1991年        | 2002年       | マルタ     |
| 2  |          | ヨーケ ウォラー・ハンター Joke Waller-Hunter               | 2002年5月1日  | 2006年4月6日 | オランダ   |
| 3  |          | イボ・デ・ボーア Yvo de Boer                               | 2006年9月4日  | 2010年7月1日 | オランダ   |
| 4  |          | クリスティアナ・フィゲレス Karen Christiana Figueres Olsen | 2010年        | 2016年7月6日 | コスタリカ |
| 5  |          | パトリシア・エスピノサ Patricia Espinosa Cantellano        | 2016年7月18日 |              | メキシコ   |